# چیلبوسان (چونگچئونگ شمالی)
چیلبوسان (به لاتین: Chilbosan) یک کوه در کره جنوبی است. چیلبوسان ۷۷۸ متر بالاتر از سطح دریا واقع شده‌است.